# 장영실
장영실(蔣英實,1389년~1450년 경 사망한 것으로 추정)은 조선의 과학기술자이다. 조선 세종 때 상의원 별좌로 등용되어 과학 기술자로서 조선의 천문학 기술을 찬란히 꽃피웠다
《세종실록》에 따르면 장영실의 아버지는 원나라 유민으로 소주·항주 출신이고, 어머니는 조선 동래현 기생이었는데, 장영실의 기술력이 뛰어나 세종 임금이 특히 아끼었다고 설명한다.
장영실은 본래 동래현의 관노이나 기술자로서의 훌륭한 재주를 태종이 인정하여 발탁하였다. 세종은 실용주의자로서 장영실의 적성을 중요하게 생각하여 부왕의 뒤를 이어 중용하였다. 세종은 장영실을 1421년(세종 4년) 윤사웅(尹士雄), 최천구(崔天衢) 등과 함께 중국에 파견, 천문기기의 모양을 배워오도록 했다. 1421년 중국 파견, 1423년 상의원 별좌 임명, 1434년 자격루 완성 등 주요 업적이 기록되어 있으나 출생년도는 명확히 기술되지 않았다. 귀국후 장영실의 나이가 만으로 약34세 때인 1423년(세종 5년)에 천문기기를 제작한 공을 인정받아 면천되었다는 기록으로 미루어 1389년에서 1390년 사이에 태어난 것으로 추측해 본다. 장영실은 다시 대신들의 의논을 거쳐 종5품 상의원(尙衣院) 별좌에 임명되었다. 1424년(세종6) 5월, 임금은 장영실을 정5품 행사직으로 승진시켰고 갱점지기(更点之器)를 만들라고 명했다. 그래서 나온 것이 첫 물시계였다.
그 후, 세종의 명에 따라 1432년부터 1438년까지 이천(李蕆)의 책임 하에 천문 기구 제작 프로젝트에 참여했다. 그 과정에 수력에 의해 자동으로 작동되는 물시계인 자격루(일명 보루각루, 1434년)와 옥루(일명 흠경각루, 1438년)를 만들어 세종으로부터 총애를 받았다. 이때 제작된 옥루는 해가 뜨고 지는 모습을 모형으로 만들어 시간, 계절을 알 수 있고 천체의 시간, 움직임도 관측할 수 있는 장치로 흠경각(欽敬閣)을 새로 지어 그 안에 설치했다. 이때 만들어진 천문 기구에는 천문 관측을 위한 기본 기기인 대간의(大簡儀), 소간의를 비롯하여 휴대용 해시계인 현주일구(懸珠日晷), 천평일구(天平日晷), 방향을 가리키는 정남일구(定南日晷), 혜정교(惠政橋)와 종묘(宗廟) 앞에도 설치한 공중시계인 앙부일구(仰釜日晷), 밤낮으로 시간을 알리는 일성정시의(日星定時儀), 규표(圭表) 등이 있다.
이러한 공으로 1433년(세종 15년)에는 정4품 호군(護軍)의 관직을 더하였다. 장영실은 대단한 업적들을 남겼다.
1434년(세종 16년)에는 이천이 총책임자였던, 구리로 만든 금속활자인 갑인자의 주조에 참여하였다. 그 당시 만들어진 갑인자는 약 20여만 자에 달하며 하루에 40여 장을 찍어도 자본이 흐트러지지 않았고 판본이 깨끗하였다. (그 이전에는 2장만 찍어도 자본이 흐트러져서 자본을 교정한 후에나 다시 찍을 수 있었다고 하니 실로 대단한 기술이다)
천문기구 제작이 끝난 후에도 장영실은 금속제련 전문가로 관료생활을 지고 있던 중 세종대왕의 어가가 갑자기 부서지는 사건이 일어났다. 조정에서는 이를 장영실의 임금에 대한 불경죄로 간주하고 의금부에서 책임을 물어 곤장 80대와 삭탈관직을 구형했으나, 임금이 형벌을 두 등급만큼 낮추어 주었다고 한다. 장영실은 이후 역사에서 자취가 완전히 사라졌다. 후세에도 그의 공교한 솜씨가 간혹 회자되었다.
한편 충청남도 아산시 인주면 문방리에 아산 장씨 시조인 장서의 묘 바로 아래에 장영실의 가묘가 있다.

## 평가
장영실은 당시 세종대왕이 직접 재능이 뛰어나다고 극찬하였고, 수많은 기기를 제작하였다. 미천한 신분에서 승진을 거듭하여 정3품관 대호군(大護軍)에서 정3품관 상호군(上護軍)이라는 관직까지 이르렀다. 장영실은 이순지와 이천 등과 함께 조선 전기 당대의 훌륭한 최고의 과학자로 지금도 평가되고 있다.

### 앙부일구
1434년 조선 세종대왕 16년 이후로 제작·사용된 해시계이다. 과학·역사·예술적 가치를 인정받아 1985년 8월 9일 대한민국의 보물 제845호로 지정되었다. 앙부일구는 장영실, 이천, 김조 등이 초기의 제작에 참여하였으며, 이때 제작된 앙부일구는 남아 있지 않아 18세기에 제작된 것을 보물로 지정하였다. 보물로 지정된 휴대용 앙부일구는 주머니에 넣을 수 있을 만큼 작은 크기로 강건이 제작한 것이다.

### 자격루
자격루(自擊漏)는 조선 세종 때의 물시계로, 자동으로 시간마다 종이 울리도록 한 국가 표준시계이다. 장영실과 김조, 이천 등이 2년 간 제작하여 세종 16년 (1434년 8월 5일 (음력 7월 1일)) 완성·발표하였다. 시간이 지나 중종때 자격루가 낡으며 자격루를 새로 만들었다. 중종 때의 자격루가 일제강점기와 한국전쟁을 거치면서 일부가 보존되어 1985년 8월 9일 대한민국의 국보 제229호로 지정되었다.

### 옥루
옥루(玉漏)는 조선시대의 천상시계(天象時計)이며 자동 물시계의 하나이다. 장영실이 1438년(세종 20년) 1월에 완성하여 경복궁 천추전(千秋殿) 서쪽에 흠경각(欽敬閣)을 지어 설치하였다.

## 가계
장영실의 생몰 연대는 아직 확실하지 않으나, 아산 장씨 종친회의 주장에 따르면 대략 1385년경에서 1390년(우왕 11년~공양왕 2년)경이다.
조선왕조실록에는 장영실의 아버지가 원나라 때에 중국 소주, 항주로부터 귀화하였으며 어머니는 동래의 관노였다는 것만이 세종의 발언으로 언급되어 있을 뿐이다. 장영실의 일족이라고 자처하는 아산 장씨는 장영실의 아버지 이름이 장성휘(蔣成暉)로 아산 장씨의 시조 장서의 8세 손이고 고려 말 전서(典書)였으며 고려에서 조선으로 넘어가는 혼란기에 장영실의 어머니와 장영실이 관기 및 관노로 전락하게 되었다고 주장하고 있다.
또한 장영실의 영자는 종친회에서 주장하는 부친 장성휘의 성자 항렬의 다음 세대의 항렬이라는 점도 고려해야 할 것이다. 일부에서 주장하는 대로 단순히 중국에서 건너온 사람의 자제라면 고대 중국식으로 외자로 이름을 짓고 자나 호를 짓거나, 아니면 평범한 이름으로 짓지, 당시의 아산 장씨 집안의 항렬에 맞게 짓고 족보에 올린다는 것은 유교적 정서에서 힘들기 때문이다. 그에게는 여동생이 한 명 있었다고 하며 사촌여동생이 당대의 천문학자 김담에게 시집갔다고 한다.
- 증조부 : 장균(蔣均) 판도판서(版圖判書)
  - 조부 : 장자방(蔣自芳) 삼사부사(三司副使)
    - 백부 : 장성길(蔣成吉) 평장사(平章事) 오형제병향일원(五兄弟幷享一院)
      - 종형 : 장영우(蔣英雨)

    - 백부 : 장성발(蔣成發) 전공전서(典工典書)
      - 종형 : 장을유(蔣乙濡) 중문지후(中門祗侯)
      - 종형 : 장을충(蔣乙忠)

    - 아버지 : 장성휘(蔣成暉) 전서(典書)
    - 숙부 : 장성미(蔣成美) 전법전서(典法典書)
      - 종제 : 장계무(蔣繼茂)
      - 종제 : 장계생(蔣繼生)
      - 종제 : 장계손(蔣繼孫)

    - 숙부 : 장성우(蔣成祐) 공조전서(工曹典書)
      - 종제 : 장영무(蔣英茂) 군기소감(軍器少監)
      - 종제 : 장영시(蔣英時)

## 같이 보기
- 화차 (무기)
- 해시계
- 물시계

## 참고 문헌
- 전상운, 《세종 시대의 과학》, 세종대왕기념사업회, 1986